# Келиманские горы
Келиманские горы, Келиман (рум. Munţii Călimani) — горный массив в Восточных Карпатах на границе Буковины и Трансильвании (Румыния).
Длина около 70 км, высота до 2104 м (гора Петрос). Сложены главным образом вулканическими породами неогена.
Глубоко расчленены реками. В ландшафте горы Петрос следы древнего оледенения.
На склонах гор буковые, смешанные и еловые леса. Выше леса сменяются субальпийскими и альпийскими лугами.